# Electronic Sequentional Port Fuel Injection
ESPFI staat voor: Electronic Sequentional Port Fuel Injection.
Dit is een brandstofinjectiesysteem van Magneti Marelli dat werd toegepast op de Harley-Davidson Evolution-blokken (vanaf 1996).